# Nanshe
Nanshe est une divinité sumérienne de la mythologie mésopotamienne, fille du dieu Enki et de la déesse Ninhursag. En tant que sœur de Ningirsu, dieu-tutélaire de Lagash, elle était vénérée dans ce royaume en Basse Mésopotamie (au sud de l'actuel Irak) au IIIe millénaire av. J.-C. et IIe millénaire av. J.-C. Son temple principal se trouvait dans la ville de Ningin (alias Ninaki sur le site de Zurghul). Certaines prières à Nisaba nous apprennent qu'elle est également la sœur de cette déesse.

## Attributions
De nombreux hymnes écrits en son honneur à l'époque de Gudea (au XXIIe siècle av. J.-C.) la font apparaître comme une déesse majeure du panthéon de Lagash.

### Mère de l'orphelin
Elle est la déesse de la Justice sociale, protectrice des plus vulnérables, notamment des veuves et des orphelins.
Celle qui connait l'orphelin, celle qui connait la veuve,

celle qui connaît l'oppression de l'homme par l'homme,

celle qui attire le réfugié dans son giron.

Elle est la mère de l'orphelin.

Nanshe prend soin de la veuve,

fait rendre la justice aux plus pauvre,

Elle est la reine qui attire le réfugié dans son giron

et qui trouve un abri pour le faible.
— Extrait d'un poème sumérien : "Hymne à Nanshe".
Pour consoler l'orphelin, faire qu'il n'y ait plus de veuve,

Pour préparer un lieu où seront détruits les puissants,

Pour livrer les puissants aux faibles,

[...]

Nanshe scrute le cœur des gens.
— Extrait d'un poème sumérien : "Hymne à Nanshe"..

Mais Nanshe peut également apparaître avec un visage plus menaçant. Ainsi, aux côtés de Nisaba et de son époux (Haia), elle juge les humains. Elle semble les accuser de se montrer sans pitié et d'offenser la vérité et la justice.
Ceux qui, marchant dans le péché, outrepassent la main haute

[...]

Ceux qui transgressent les normes établies, qui violent les contrats

Ceux qui considèrent avec faveur les lieux de perdition

Ceux qui substituent un poids léger à un plus lourd

Ceux qui substituent une petite mesure à une plus grande

[...]

Ceux qui ayant mangé quelque chose qui ne leur appartient pas, ne disent pas "Je l'ai mangé"

Ceux qui l'ayant bu, ne disent pas "Je l'ai bu"

Ceux qui disent : "Je mangerai ce qui est défendu"

Qui disent : "Je boirai ce qui est défendu".
— Littérature sumériène de Lagash 

### Interprète des rêves
Déesse oraculaire, Nanshe est l'interprète des rêves (oniromancie). On vient notamment visiter son temple lors de la fête célébrée en son honneur le premier jour de la nouvelle année à Ningin.
Le texte des cylindres de Gudea raconte l'histoire du rêve de Gudea. Elle commence peu après la bénédiction de Lagash par les eaux du Tigre. Ningirsu apparaît à Gudea dans un rêve. Gudea ne comprenant pas le rêve qu'il a fait, décide de consulter la déesse Nanshe à Ningin. Celle-ci lui explique la signification du rêve de manière détaillée: elle conseille à Gudea de construire un nouveau char pour Ningirsu et de le présenter au dieu. Gudea s'exécute et, dans un second rêve, Ningirsu donne à Gudea des instructions détaillées pour la reconstruction de l'Eninnu (le temple du dieu) à Girsu,.

### Reine aquatique des oiseaux et des poissons

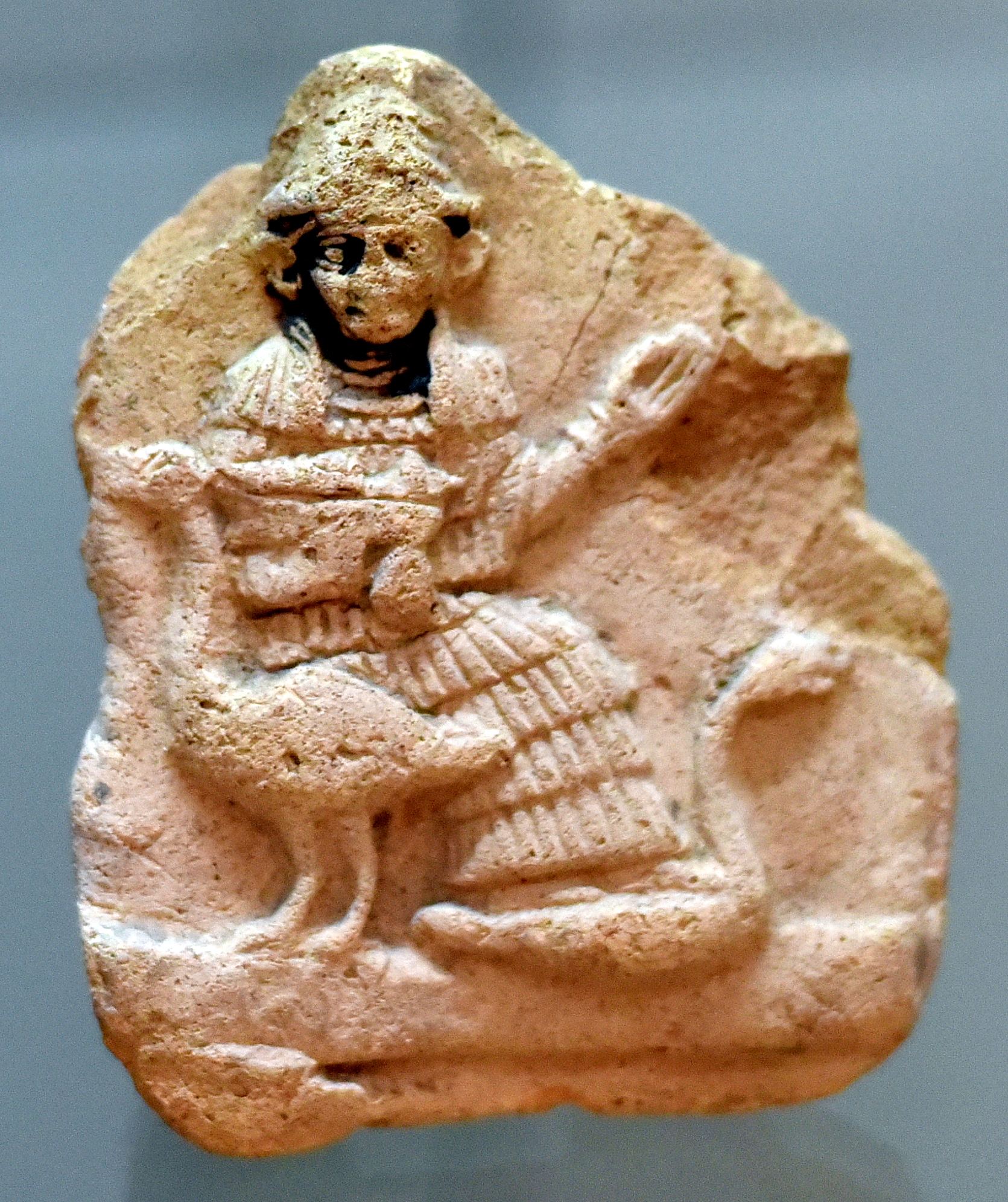
Plaque en terre cuite représentant la déesse Nanshe assise avec des oies. Sud de l'Irak. -2003--1595 - Musée d'Irak (Bagdad)

Nanshe est une divinité aquatique associé aux activités maritimes, fluviales et lacustres telles que la pêche. Elle règne ainsi sur l'ensemble du Golfe Persique et ses animaux. Elle est associée aux poissons et aux oiseaux (les pélicans??) par son activité aquatique .

## Rituels et festivals
La « fête de l'orge et du malt » et le « festival de Gugisu » sont deux fêtes connues des historiens.

### Fête de l'Orge et du Malt

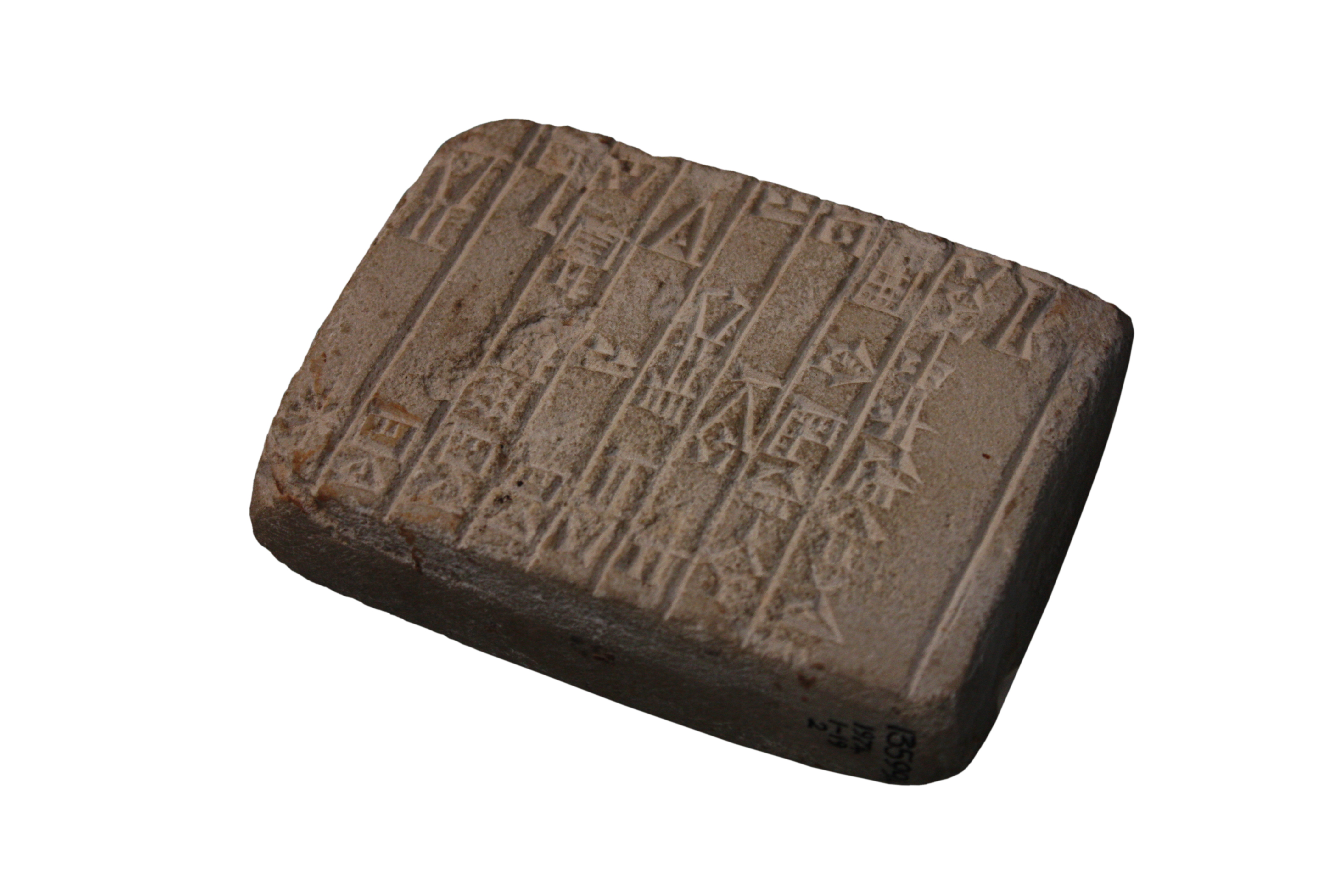
Tablette de fondation. L'inscription fait référence à la reconstruction du temple de Nanshe à Ningin par Gudea. Ningin. -2150 (British Museum)

Durant la période archaïque se déroulent, durant le premier mois du calendrier, les « fêtes de consommation de l'orge et du malt » (ezem-še-gur) dédiées à Ningirsu (à Girsu) et à Nanshe (à Nigin). Celle dédiée à cette dernière, est dirigée par la reine (ou l'épouse du gouverneur). Elle est marquée par des rituels dans plusieurs temples des autres grandes villes du royaume suivis d'un pèlerinage vers Nigin pour de plus grandes célébrations.
Pendant ce festival, de nombreuses offrandes (blé, orge, bière, , huile, dattes, agneaux, poissons) sont faites à la déesse et à sa famille. Des objets précieux sont également offerts à la déesse : de la vaisselle en argent ou en pierre et des couronnes.

### Festival de Gusisu
Le nom de Nanshe apparaît également aux côtés d'Enkimdu dans un texte fort lacunaire chanté lors du festival de Gusisu à Nippur. Ce festival semble célébrer le retour aux champs après la saison morte. Il se déroule tous les ans du vingtième au vingt-deuxième jour du deuxième mois durant le IIIe millénaire av. J.-C.. Dans ce texte Nanshe interprète un rêve d'Enkimdu et l'aide à sélectionner les meilleurs bœufs pour labourer la terre.